# 휘경운수
휘경운수(徽慶運輸)는 서울특별시 동대문구의 마을버스회사이며, 본사는 서울특별시 동대문구 겸재로 24 (휘경동)에 위치해 있다. 휘경2동, 장안2동지역에서 회기역을 연계하는 1개의 노선을 운행하고 있다. 북부운수 지선버스 2211번에 보조성격에 노선을 운행하고 있다.

## 연혁
- 1994년 1월 3일 : 회사 설립

## 운행 노선
- ● 동대문03번 : 서울가든아파트, 한국산업인력공단 - 장안교, 동대부중/부고, 은석초교 - 장안2동주민센터 - 장안동현대@ - 휘경여중고, 휘경주공@ - 서울법무보호관찰소, 동성빌라 - 동일스위트리버, 휘봉고교 - 휘경2동주민센터 - 휘경동신성@ - 삼육서울병원 - 회기역 - 삼육서울병원 - 중랑교 - (이하동일) (구 동대문마을 3번)

## 미운행 노선
- ● 동대문03-1번 : 서울가든아파트 ↔ 휘경주공아파트 ↔ 휘경여고 ↔ 회기역 (2014년 8월 동대문03번과 통합)

## 차량
- 현대자동차 - 현대 그린시티